# Kuannersuit

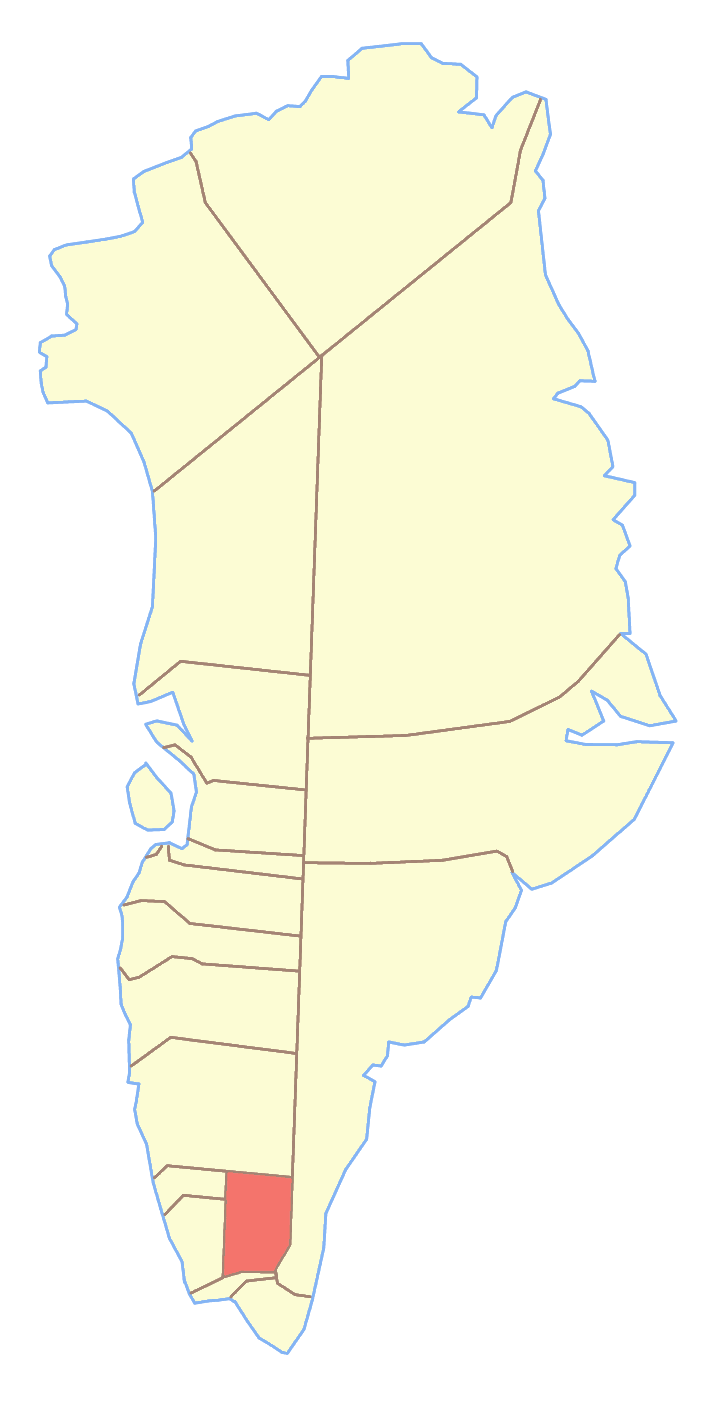
Ex comune di Narsaq, dove si trovava il Kuannersuit

Il Kuannersuit (danese: Kvanefjeld) è una montagna della Groenlandia di 879 m. Si trova a 60°59'N 45°59'O; appartiene al comune di Kujalleq.